# Seán Brady (Politiker)
John Ernest „Seán“ Brady (* 28. Mai 1890 in Dublin; † 24. Februar 1969 ebenda) war ein irischer Unternehmer und Politiker der Fianna Fáil, der von 1927 bis 1965 Teachta Dála (Abgeordneter) des Unterhauses (Dáil Éireann) war.

## Biografie
Brady war Angestellter der Dubliner Gaswerke und trat 1913 den Irish Volunteers bei. Er wollte Priester und Missionar werden. Noch während seiner Studienzeit am Apostolic College diente er während des Osteraufstands und auch später während des Unabhängigkeitskriegs als Meldegänger. 1922 brach er das Theologiestudium ab und folgte Cathal Brugha als Gegner des Anglo-Irischen Vertrages. Er wurde jedoch bald inhaftiert. Nach seiner Freilassung wurde Brady Mitglied des Stadtrats von Dún Laoghaire. Er gehörte zu den Gründungsmitgliedern der Fianna Fáil. Im September 1927 wurde er bei den Wahlen im Wahlkreis Dublin County in den Dáil gewählt, nachdem er schon während der Wahlen im Juni 1927 sein Glück versucht hatte. Diesen Sitz im Dáil verteidigte er, ab 1948 im Wahlkreis Dun Laoghaire–Rathdown, bis er bei den Wahlen 1965 nicht mehr wiedergewählt wurde.
Brady war seit 1929 mit Máire Ní Guairim verheiratet, mit der er vier Kinder hatte.